# Alluttoq
Alluttoq (danska: Arveprinsen Ejland) är en ö i Ilulissat på Grönland. Dess yta är 655 km2. Den hade inga invånare år 2005.